# 앨리비아 엘린 린드
얼리비아 앨린 린드(Alyvia Alyn Lind, 2007년 7월 27일 ~ )는 미국의 배우이다. 일리노이주에서 태어났다.

## 출연 작품

### 영화
- 다크 스카이 (2013)
- 블렌디드 (2014) - 루 역
- 모킹버드 (2014)
- 오버보드 (2018) - 올리비아 역

### 텔레비전
- 더 영 앤 더 레스트리스 (2011-21)
- 리벤지 (2012-15)
- 처키 (2021-24)